# Жан де Шатильон-Сен-Поль
Жан I де Шатильон (фр. Jean Ier de Châtillon) (после 1292 — до 1344) — граф де Сен-Поль.

## Биография
Сын Ги III де Шатильона (ум. 1317) и Марии Бретонской (1268—1339), дочери герцога Бретани Жана II. Двоюродный брат герцога Бретани Жана III и королевы Франции Жанны Наваррской.
После смерти отца унаследовал графство Сен-Поль, сеньории Боэн, Дуллан и Люшо (Bohain, Doullens, Lucheux), его младшему брату Жаку (ум. после 1365) досталась сеньория Анкр.
Участник Столетней войны на стороне французского короля Филиппа VI.
Чеканил в унаследованном от матери Эленкуре (Élincourt, в Камбрези, на территории Священной Римской империи) серебряную монету — подражание золотым экю.

## Брак и дети
В декабре 1329 году женился на Жанне де Фиенн (около 1310 года—7 июня 1353 года), дочери Жана, барона де Фиенн, и Изабеллы де Дампьер. Дети:
- Ги IV (V) де Шатильон-Сен-Поль[фр.] (1342—1360), граф де Сен-Поль (под опекой матери)
- Маго (Матильда) де Шатильон, графиня де Сен-Поль после смерти брата, баронесса де Фьен, жена (свадьба 8 декабря 1350) Ги де Люксембурга, графа де Линьи.

Вдова Жана I де Шатильон-Сен-Поля Жанна де Фьен не позднее 23 февраля 1345 года вышла замуж за Жана де Мортаня, сеньора де Ланда и де Бувиньи.